# Norn

Verbreitung von Norn, Scots und Schottisch-Gälisch um 1400 in Schottland.
Schottisch-Gälisch
Scots
Norn

Norn ist eine ausgestorbene nordgermanische Sprache, die bis in das 18. Jahrhundert hinein die Landessprache auf den Shetland- und Orkney-Inseln war. Sie ist nur spärlich dokumentiert, ist also eine Trümmersprache.
Diese Inselgruppen gehörten ab der Ankunft der Wikinger im 9. Jahrhundert zu Norwegen, waren aber schon davor besiedelt. Norn stammt also von der Altnordischen Sprache ab. Bis heute sind die Dialekte des Schottischen Englisch und des Scots auf den Shetlands und auf den Orkneys stark vom Norn beeinflusst. Die Sprache war, wie heute noch Isländisch und Färöisch, eine westskandinavische Sprache (Inselskandinavisch). Das heutige Färöisch käme dem ausgestorbenen Norn am nächsten.
Noch heute haben besonders auf den Shetlands viele Bewohner eine besondere Beziehung zu Skandinavien. Die kulturellen und wirtschaftlichen Beziehungen zwischen den Shetlands, Orkney, Hebriden und Färöern werden auch auf offizieller Ebene in den letzten Jahren intensiviert.

## Name
Die Bezeichnung Norn ist eine Kontraktion von Norroena, einem altnordischen Wort, welches sich von norðroenn (nördlich, vom Norden kommend) herleitet. Mit Norroena wurden die altwestnordischen Sprachen, wie Altisländisch, erstmals bei Snorri Sturluson bezeichnet, der diesen Begriff zur Abgrenzung von den altostnordischen Sprachen (Dänisch/Schwedisch) verwendete.

## Forschungsgeschichte
Alle frühen Erforscher des Norn waren keine Muttersprachler. Der Pfarrer James Wallace († 1688), der in Sanday und Kirkwall tätig war, zeichnete im 17. Jahrhundert eine orkadische Variante des Vaterunsers auf, die 1700 in Account of the Islands of Orkney in London erschien. Das Buch behandelt zunächst die Geografie der Insel, dann die Flora und Fauna und geht nach Beobachtungen über die Einwohner auf die Kirchengeschichte der Insel ein.
George Low, ein Theologe auf Orkney im 18. Jahrhundert, bereiste Shetland und Foula, eine Insel westlich der Shetlands. In seinem A Tour through the Islands of Orkney and Shetland sind einige Texte, wie das Vaterunser und die Hildina-Ballade, überliefert. Da George Low selbst Schotte war und weder Norn noch einer anderen nordgermanischen Sprache mächtig war, sind seine Transkriptionen sowohl in der Phonetik als auch in der Morphologie unzureichend. Hinzu kommt, dass sein Informant selbst weder lesen noch schreiben konnte und ihm daher bei der Frage nach einer authentischen Schreibung der Texte nicht helfen konnte.
Jakob Jakobsen, einem Färinger und somit immerhin Kenner nordgermanischer Sprachen, gelang es noch im 19. Jahrhundert, eine Liste mit 10.000 Wörtern des Norn zusammenzutragen (darunter auch viele Toponyme) und daraus ein etymologisches Wörterbuch zu erstellen. 1897 erschien sein Buch The dialect and place names of Shetland.
Hugh Marwick, ein schottischer Gelehrter, schrieb seine Doktorarbeit über das Norn von Orkney, die 1926 erschien. Von 1914 bis 1929 war er Direktor der Grundschule in Kirkwall, der Hauptstadt der Orkneys. Zu dieser Zeit war allerdings die Sprache längst ausgestorben, sodass ihm als Forschungsgegenstand auch nur die Toponyme blieben. 1947 erschien daher The Place Names of Rousay, 1951 Orkney und 1952 Orkney Farm-Names.

## Das Vaterunser
| Das Vaterunser nach George Low (1774) | Das Vaterunser nach George Low (1774) | Das Vaterunser nach Wallace (1700) | Das Vaterunser nach Wallace (1700) |
| zitiert nach Barry (1805) bzw. Barry und Headrick (1808) | zitiert nach Low und Anderson (1879); „The Lord’s Prayer in Foula Norse“ | zitiert nach Low und Andersons (1879); „Wallace’s specimen of Orkney Norn“ | zitiert nach Northern Antiquities (1770) |
| --- | --- | --- | --- |
| Fy vor o er i Chimeri. Halaght [1805; 1808: Halagt] vara nam det. La konungdum din cumma. La vill din vera guerde i vrildin sindacri Chimeri. Gav vus dagh u dagloght brau. Forgive sindorwasa sin vi forgiva gem ao sinda gainst wus. Lia wus ski o vera tempa, but delivra wus fro adlu idlu, for do i ir konungdum, u puri, u glori. Amen. | Fy vor o er i Chimeri. Halaght vara nam dit. La konungdum din cumma. La vill din vera guerde i vrildin sindaeri chimeri. Gav vs dagh u dagloght brau. Forgive sindorwara sin vi forgiva gem ao sinda gainst wus. Lia wus ikè o vera tempa, but delivra wus fro adlu idlu for do i ir konungdum, u puri, u glori, Amen. | Favor i ĭr i chimeri. Helleur (rather Helleut) ir i nam thite, gilla cosdum thite cumma, veya thine mota vara gort o yurn sinna gort i chimeri, ga vus da on da dalight brow vora, Firgive vus sinna vora sin vee firgive sindara mutha vus, lyv vus ye i tumtation, min delivra vus fro olt ilt, Amen: or On sa meteth vera. | Favor i ir i Chimrie. 1. Helleur ir i Nam thite. 2. Gilla cosdum thite cumma. 3. Veya thine mota var gort o Yurn sinna gort i Chimrie. 4. Gav vus da on da dalight Brow vora. 5. Firgive vus Sinna vora sin vee firgive Sindara mutha vus. 6. Lyv vus ye i Tumtation. 7. Min delivera vus fro Olt ilt. Amen. |

Zu den vorstehenden Versionen ist anzumerken: Low stellt zum Norse oder Norn, wie es 1774 auf Shetland insgesamt gesprochen wurde, fest: „Die altnordische Sprache hat hier weitgehend ausgedient. Aber es gibt noch einige, die ein paar Worte von ihr kennen. Sie war die Sprache des letzten Zeitalters und wird im nächsten völlig verloren sein.“ Die Typographie seiner Aufzeichnung, die dem heutigen Neufäröisch wesentlich ähnlicher sein müsste, ist nicht korrekt, da Low, nach eigenem Bekunden, die Worte nur nach seinem „Hörverstehen“ notierte. Seine Informanten, durchweg einfache Leute, beherrschten Norse nur als gesprochene Sprache, nicht als Schriftsprache, konnten seine Aufzeichnungen darum nicht korrigieren.
Diesen Foula-Befund stellt er dann Wallace’s specimen of Orkney Norn, wobei er Wallace als beim Leser bekannt voraussetzte und offenließ, wen und woraus genau er zitierte.
| Matthäus 6:9–13, Altnordisch | Matthäus 6:9–13 (16) (Neufäröisch nach Jacob Dahl und Kristian Osvald Viderø, 1961) |
| --- | --- |
| Faþer vár es ert í himenríki, verði nafn þitt hæilagt Til kome ríke þitt, værði vili þin sva a iarðu sem í himnum. Gef oss í dag brauð vort dagligt Ok fyr gefþu oss synþer órar, sem vér fyr gefom þeim er viþ oss hafa misgert Leiðd oss eigi í freistni, heldr leys þv oss frá öllu illu. | Faðir vár, tú sum ert í himlunum! Heilagt verði navn títt; komi ríki títt, verði vilji tín sum í himli so á jørð; gev okkum í dag okkara dagliga breyð; og fyrigev okkum skuldir okkara, so sum vit fyrigeva skuldarum okkara; og leið okkum ikki í freistingar; men frels okkum frá tí illa. (Tí at um tit fyrigeva monnum misgerðir teirra, so skal himmalski faðir tykkara eisini fyrigeva tykkum; men fyrigeva tit ikki monnum, so skal faðir tykkara ikki heldur fyrigeva misgerðir tykkara.) Amen! Quelle: bibelselskabet.dk |